# George (revista)

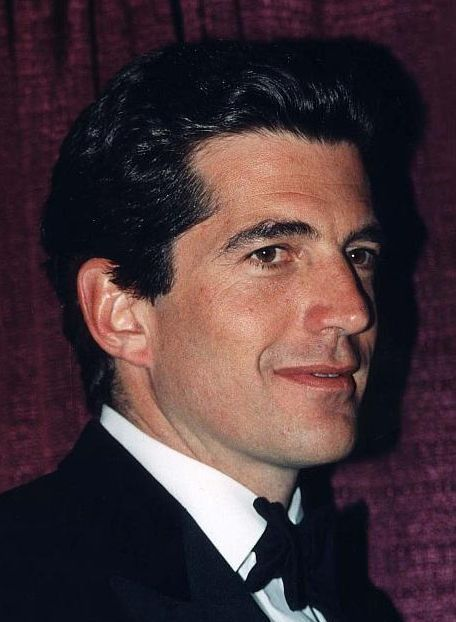
John F. Kennedy Jr. en 1999.

George fue una revista mensual estadounidense centrada en temas de política y estilo de vida. Fue fundada en septiembre de 1995 por John F. Kennedy Jr. y Michael J. Berman para la editorial Hachette Filipacchi Media U.S. en Nueva York. Su lema fue "No solo de política, como de costumbre". Con tirada mensual, apareció durante seis años, entre 1995 y 2001.

## Historia
El nombre elegido George hace referencia por antonomasia al primer presidente de los Estados Unidos, George Washington. Para dejarlo claro, en el primer número de la revista, el director creativo, Matt Berman, concibió una cubierta en la que la modelo Cindy Crawford vestía trajes de George Washington, con fotografías de Herb Ritts.
George salió en un formato estándar, similar al de revistas como Rolling Stone, Esquire o Vanity Fair. El tema más recurrente fue el de la vida de los famosos y los medios de comunicación, destacando la política o la cultura del espectáculo.

### Colaboradores
- Paul Begala
- George Clooney
- Kellyanne Conway[1]
- Ann Coulter
- Al D'Amato
- Al Franken
- Stephen Glass
- Rush Limbaugh
- Norman Mailer
- Chris Matthews
- Steve Miller
- W. Thomas Smith Jr.
- Jackie Stallone
- Naomi Wolf

## Recepción
La aparición de la revista George atrajo un gran interés de público. Por un breve período, fue la revista de política de mayor circulación de Estados Unidos, debido en parte a la fama de Kennedy, pero pronto comenzó a perder dinero. También pronto, sus editores cortejaron la controversia para aumentar las ventas. Un ejemplo notable fue el escándalo ocasionado en 1997, cuando el editor John F. Kennedy arremetió contra sus primos, Michael LeMoyne Kennedy y Joe Kennedy II." Paradójicamente, el mismo Kennedy se quejó más tarde de que no se tomaba en serio en el mundo político su revista. Los críticos llamaron a la revista George "la revista de política para gente que no entiende de política", atacando sus temas mundanos y su interés por los famosos.

## Declive
Tras la muerte de John F. Kennedy Jr. en accidente de avión en 1999, la revista fue adquirida por el grupo Hachette Filipacchi y continuó durante un tiempo con Frank Lalli como editor jefe. Tras una fuerte caída de ventas, la publicidad se resintió. La revista dejó de publicarse en 2001, dos años después de la muerte de Kennedy.
En 2005, la Escuela Harvard Kennedy de la Universidad de Harvard celebró un encuentro titulado "No solo de política, como de costumbre", que conmemoraba el 10º aniversario del lanzamiento de la revista. El encuentro fue moderado por Tom Brokaw y contó con la participación de otros periodistas.